# 虹 (新垣結衣のアルバム)
『虹』（にじ）は、新垣結衣の3枚目のアルバム。

## 概要
2010年9月22日に発売。初回限定盤A・B、および通常盤の計3形態での同時発売となり、限定盤Aのジャケットは、新垣本人描き下ろしのオリジナルイラストとなっている。

## 収録曲

### CD
1. No problem!
作詞・作曲・編曲：松岡モトキ
2. ふわり
作詞：新垣結衣、作曲：CUBE JUICE、編曲：松岡モトキ
3. 小さな恋のうた
作詞：上江洌清作、作曲：MONGOL800、編曲：會田茂一
  - MONGOL800のアルバム『MESSAGE』収録曲のカバー
  - SONY WALKMAN "Play You." CMソング
4. Collage
作詞：Tomoko Kawase、作曲：Shunsaku Okuda、編曲：會田茂一
5. ハナミズキ
作詞：一青窈、作曲：マシコタツロウ、編曲：松岡モトキ
  - 一青窈のシングル曲のカバー
6. てくてく
作詞：kenko-p、作曲：夏海、編曲：松岡モトキ
7. 扉
作詞・作曲：熊木杏里、編曲：松岡モトキ
8. プレゼント
作詞・作曲：クボケンジ、編曲：松岡モトキ
9. Days
作詞：森由里子、作曲：山下和彰、編曲：ヒロイズム
10. WALK
作詞・作曲：森口友美、編曲：松岡モトキ
  - 映画『昆虫物語 みつばちハッチ〜勇気のメロディ〜』主題歌
11. 虹
作詞・作曲：松岡モトキ・新垣結衣、編曲：松岡モトキ
  - 本作のタイトル曲

### DVD
1. 小さな恋のうた（Music Video）
2. WALK（Music Video）
3. ハナミズキ（Music Video）
4. Yui MAKING